# Démographie d'Eure-et-Loir
La démographie d'Eure-et-Loir est caractérisée par une densité moyenne, qui a stagné pendant plus d'un siècle et demi et qui connaît une forte croissance depuis les années 1960.
Avec ses 432 950 habitants en 2022, le département français d'Eure-et-Loir se situe en 57e position sur le plan national.
En six ans, de 2015 à 2021, sa population a diminué de près de 2 800 unités, c'est-à-dire de plus ou moins 470 personnes par an. Mais cette variation est différenciée selon les 365 communes que comporte le département.

Carte des densités de population des départements métropolitains de France en 2007. Avec 71.8 hab./km2, la densité de l'Eure-et-Loir est légèrement inférieure à celle de la France entière qui est de 100,5 pour la même année.

La densité de population d'Eure-et-Loir, 73,6 habitants par kilomètre carré en 2022, est inférieure à celle de la France entière qui est de 107,1 hab./km2 pour la même année.

## Évolution démographique du département d'Eure-et-Loir
Avec 278 820 habitants en 1831, le département représente 0,86 % de la population française, qui est alors de 32 569 000 habitants. De 1831 à 1866, il va gagner 11 933 habitants, soit une augmentation de 0,12 % moyen par an, très inférieur au taux d'accroissement national sur cette même période, qui est de 0,48 %.
Une décroissance démographique est constatée entre les guerres de 1870 et de 1914. Sur cette période, la population baisse de 10 367 habitants, soit un taux de -3,67 % alors qu'il est en accroissement de 10 % au niveau national. La population baisse également de 0,57 % pour la période de l'entre-deux guerres courant de 1921 à 1936 alors qu'elle croit au niveau national de 6,9 %.
À l'instar des autres départements français, l'Eure-et-Loir va ensuite connaître un essor démographique après la deuxième guerre. 
En 2022, le département comptait 432 950 habitants, en évolution de −0,23 % par rapport à 2016 (France hors Mayotte : +2,11 %).
| 1791    | 1801    | 1806    | 1821    | 1826    | 1831    | 1836    | 1841    | 1846    |
| ------- | ------- | ------- | ------- | ------- | ------- | ------- | ------- | ------- |
| 256 636 | 257 793 | 266 008 | 264 448 | 277 782 | 278 820 | 285 058 | 286 368 | 292 337 |

| 1851    | 1856    | 1861    | 1866    | 1872    | 1876    | 1881    | 1886    | 1891    |
| ------- | ------- | ------- | ------- | ------- | ------- | ------- | ------- | ------- |
| 294 892 | 291 074 | 290 455 | 290 753 | 282 622 | 283 075 | 280 097 | 283 719 | 284 683 |

| 1896    | 1901    | 1906    | 1911    | 1921    | 1926    | 1931    | 1936    | 1946    |
| ------- | ------- | ------- | ------- | ------- | ------- | ------- | ------- | ------- |
| 280 469 | 275 433 | 273 823 | 272 255 | 251 255 | 255 213 | 254 790 | 252 690 | 258 110 |

| 1954    | 1962    | 1968    | 1975    | 1982    | 1990    | 1999    | 2006    | 2011    |
| ------- | ------- | ------- | ------- | ------- | ------- | ------- | ------- | ------- |
| 261 035 | 277 546 | 302 251 | 335 151 | 362 813 | 396 073 | 407 665 | 421 114 | 430 416 |

| 2016    | 2021    | 2022    | - | - | - | - | - | - |
| ------- | ------- | ------- | - | - | - | - | - | - |
| 433 929 | 431 277 | 432 950 | - | - | - | - | - | - |

## Population par divisions administratives

### Arrondissements
Le département d'Eure-et-Loir comporte quatre arrondissements. La population se concentre principalement sur l'arrondissement de Chartres, qui recense 48 % de la population totale du département en 2022, avec une densité de 98,6 hab./km2, contre 30 % pour l'arrondissement de Dreux, 13 % pour celui de Châteaudun et 8 % pour celui de Nogent-le-Rotrou.
| Arrondissement   | Population(2022) | Variation(2022/2016)                       | Superficie(km2) | Densité(hab./km2) |
| ---------------- | ---------------- | ------------------------------------------ | --------------- | ----------------- |
| Chartres         | 209 975          | en évolution de +0,36 % par rapport à 2016 | 2 129,5         | 98,6              |
| Dreux            | 130 609          | en évolution de +0,92 % par rapport à 2016 | 1 500,5         | 87                |
| Châteaudun       | 57 450           | en évolution de −3,06 % par rapport à 2016 | 1 438,8         | 39,9              |
| Nogent-le-Rotrou | 34 916           | en évolution de −3,11 % par rapport à 2016 | 811,1           | 43                |
| Source : Insee.  |                  |                                            |                 |                   |

### Communes de plus de5 000 habitants
Sur les 365 communes que comprend le département d'Eure-et-Loir, 40 ont en 2021 une population municipale supérieure à 2 000 habitants, douze ont plus de 5 000 habitants et six ont plus de 10 000 habitants : Chartres, Dreux, Lucé, Châteaudun, Vernouillet et Mainvilliers.
Les évolutions respectives des communes de plus de 5 000 habitants sont présentées dans le tableau ci-après.
| Commune                        | Population(2022) | Variation(2022/2016)                       | Superficie(km2) | Densité(hab./km2) |
| ------------------------------ | ---------------- | ------------------------------------------ | --------------- | ----------------- |
| Chartres                       | 37 990           | en évolution de −1,97 % par rapport à 2016 | 16,85           | 2 254,6           |
| Dreux                          | 31 205           | en évolution de +0,74 % par rapport à 2016 | 24,27           | 1 285,7           |
| Lucé                           | 15 658           | en évolution de −0,62 % par rapport à 2016 | 6,06            | 2 583,8           |
| Châteaudun                     | 12 898           | en évolution de −1,37 % par rapport à 2016 | 28,48           | 452,9             |
| Vernouillet                    | 12 491           | en évolution de −0,02 % par rapport à 2016 | 12,11           | 1 031,5           |
| Mainvilliers                   | 10 950           | en évolution de −3,29 % par rapport à 2016 | 11,92           | 918,6             |
| Nogent-le-Rotrou               | 9 305            | en évolution de −6,39 % par rapport à 2016 | 23,49           | 396,1             |
| Luisant                        | 6 818            | en évolution de +2,42 % par rapport à 2016 | 4,43            | 1 539,1           |
| Auneau-Bleury-Saint-Symphorien | 6 354            | en évolution de +9,4 % par rapport à 2016  | 34,29           | 185,3             |
| Lèves                          | 5 701            | en évolution de +0,25 % par rapport à 2016 | 7,51            | 759,1             |
| Cloyes-les-Trois-Rivières      | 5 601            | en évolution de −1,91 % par rapport à 2016 | 119,19          | 47                |
| Épernon                        | 5 509            | en évolution de +0,11 % par rapport à 2016 | 6,45            | 854,1             |
| Source : Insee.                |                  |                                            |                 |                   |

## Structures des variations de population

### Soldes naturels et migratoires depuis 1968
L'augmentation moyenne annuelle déjà très faible depuis les années 1970 s'est ralentie sur les périodes suivantes, passant de 1,5 à −0,1 %.
Le solde naturel annuel qui est la différence entre le nombre de naissances et le nombre de décès enregistrés au cours d'une même année, a baissé, passant de 0,7 0.1%. La baisse du taux de natalité, qui passe de 17,5 11.1‰, est en fait compensée par une baisse plus faible du taux de mortalité, qui parallèlement passe de 10,8 à 9,7 ‰.
Le flux migratoire s'est annulé sur la période 1968 à 2021, le taux annuel passant de 0,8 à −0,2 %.
| Indicateurs démographiques                       | 1968 à1975 | 1975 à1982 | 1982 à1990 | 1990 à1999 | 1999 à2010 | 2010 à2015 | 2015 à2021 |
| ------------------------------------------------ | ---------- | ---------- | ---------- | ---------- | ---------- | ---------- | ---------- |
| Variation annuelle moyenne de la population en % | 1,5        | 1,1        | 1,1        | 0,3        | 0,5        | 0,2        | -0,1       |
| - due au solde naturel en %                      | 0,7        | 0,5        | 0,5        | 0,4        | 0,4        | 0,4        | 0,1        |
| - due au solde apparent des entrées sorties en % | 0,8        | 0,6        | 0,6        | -0,1       | 0,0        | -0,2       | -0,2       |
| Taux de natalité en ‰                            | 17,5       | 15,1       | 14,6       | 13,0       | 13,0       | 12,7       | 11,1       |
| Taux de mortalité en ‰                           | 10,8       | 9,9        | 9,2        | 9,0        | 8,9        | 8,8        | 9,7        |
| Source : Insee.                                  |            |            |            |            |            |            |            |

### Mouvements naturels sur la période 2014-2022
En 2014, 5 295 naissances ont été dénombrées contre 3 646 décès. Le nombre annuel des naissances a diminué depuis cette date, passant à 4 602 en 2022, indépendamment à une augmentation, mais relativement faible, du nombre de décès, avec 4 589 en 2022. Le solde naturel est ainsi positif et diminue, passant de 1 649 à 13.
Pour des raisons techniques, il est temporairement impossible d'afficher le graphique qui aurait dû être présenté ici.

## Densité de population
La densité de population est en croissance continue depuis 1968, passant de 51,4 hab./km2 en 1968 à  73,3 hab./km2 en 2021.
| 1968 |  | 51.4 |  |

| 1975 |  | 57.0 |  |

| 1982 |  | 61.7 |  |

| 1990 |  | 67.4 |  |

| 1999 |  | 69.3 |  |

| 2010 |  | 72.9 |  |

| 2015 |  | 73.8 |  |

| 2021 |  | 73.3 |  |

## Répartition par sexes et tranches d'âges
La population du département est plus âgée qu'au niveau national.
En 2021, le taux de personnes d'un âge inférieur à 30 ans s'élève à 34,3 %, soit en dessous de la moyenne nationale (35,1 %). À l'inverse, le taux de personnes d'âge supérieur à 60 ans est de 27,3 % la même année, alors qu'il est de 26,6 % au niveau national.
En 2021, le département comptait 211 054 hommes pour 220 223 femmes, soit un taux de 51,06 % de femmes, légèrement inférieur au taux national (51,61 %).
Les pyramides des âges du département et de la France s'établissent comme suit.
| Hommes | Classe d’âge | Femmes |
| ------ | ------------ | ------ |
| 0,8    | 90 ou +      | 1,9    |
| 7,1    | 75-89 ans    | 9,5    |
| 17,3   | 60-74 ans    | 18     |
| 20,6   | 45-59 ans    | 20     |
| 18,2   | 30-44 ans    | 18,2   |
| 16,2   | 15-29 ans    | 14,4   |
| 19,8   | 0-14 ans     | 18,1   |

| Hommes | Classe d’âge | Femmes |
| ------ | ------------ | ------ |
| 0,7    | 90 ou +      | 1,9    |
| 7,0    | 75-89 ans    | 9,5    |
| 16,6   | 60-74 ans    | 17,5   |
| 20,0   | 45-59 ans    | 19,5   |
| 18,8   | 30-44 ans    | 18,3   |
| 18,3   | 15-29 ans    | 16,7   |
| 18,6   | 0-14 ans     | 16,7   |

## Répartition par catégories socioprofessionnelles
La catégorie socioprofessionnelle des ouvriers est surreprésentée par rapport au niveau national. Avec 14,4 % en 2021, elle est 2,7 points au-dessus du taux national (11,7 %). La catégorie socioprofessionnelle des autres personnes sans activité professionnelle est quant à elle sous-représentée par rapport au niveau national. Avec 14,1 % en 2021, elle est 2,9 points en dessous du taux national (17 %).
| Catégorie socioprofessionnelle                    | 2015    | 2015 | 2021    | 2021 | Détails de l'année 2021 | Détails de l'année 2021 | Détails de l'année 2021            | Détails de l'année 2021            | Détails de l'année 2021            |
| Catégorie socioprofessionnelle                    | Nb      | %    | Nb      | %    | Hommes                  | Femmes                  | Part en % de la population âgée de | Part en % de la population âgée de | Part en % de la population âgée de |
| Catégorie socioprofessionnelle                    | Nb      | %    | Nb      | %    | Hommes                  | Femmes                  | 15 à 24 ans                        | 25 à 54 ans                        | 55 ans ou +                        |
| ------------------------------------------------- | ------- | ---- | ------- | ---- | ----------------------- | ----------------------- | ---------------------------------- | ---------------------------------- | ---------------------------------- |
| Agriculteurs exploitants                          | 3 622   | 1,0  | 3 346   | 1,0  | 2 752                   | 594                     | 0,1                                | 1,2                                | 0,9                                |
| Artisans, commerçants, chefs d'entreprise         | 11 177  | 3,2  | 11 551  | 3,3  | 8 201                   | 3 349                   | 0,6                                | 5,3                                | 2,0                                |
| Cadres et professions intellectuelles supérieures | 23 870  | 6,8  | 26 712  | 7,6  | 15 952                  | 10 760                  | 1,3                                | 12,7                               | 4,1                                |
| Professions intermédiaires                        | 51 594  | 14,8 | 51 440  | 14,7 | 23 993                  | 27 447                  | 8,6                                | 25,1                               | 5,4                                |
| Employés                                          | 59 986  | 17,2 | 55 649  | 15,9 | 13 198                  | 42 452                  | 15,3                               | 24,8                               | 6,5                                |
| Ouvriers                                          | 52 665  | 15,1 | 50 463  | 14,4 | 39 150                  | 11 313                  | 16,5                               | 22,3                               | 5,3                                |
| Retraités                                         | 100 236 | 28,7 | 101 822 | 29,1 | 47 190                  | 54 632                  | 0,0                                | 0,2                                | 68,8                               |
| Autres personnes sans activité professionnelle    | 45 812  | 13,1 | 49 352  | 14,1 | 19 649                  | 29 703                  | 57,5                               | 8,4                                | 7,1                                |
| Ensemble                                          | 348 963 | 100  | 350 334 | 100  | 170 085                 | 180 249                 | 100                                | 100                                | 100                                |
| Sources : Insee,.                                 |         |      |         |      |                         |                         |                                    |                                    |                                    |